# Myotis myotis
Myotis myotis là một loài động vật có vú trong họ Dơi muỗi, bộ Dơi. Loài này được Borkhausen mô tả năm 1797.

## Hình ảnh

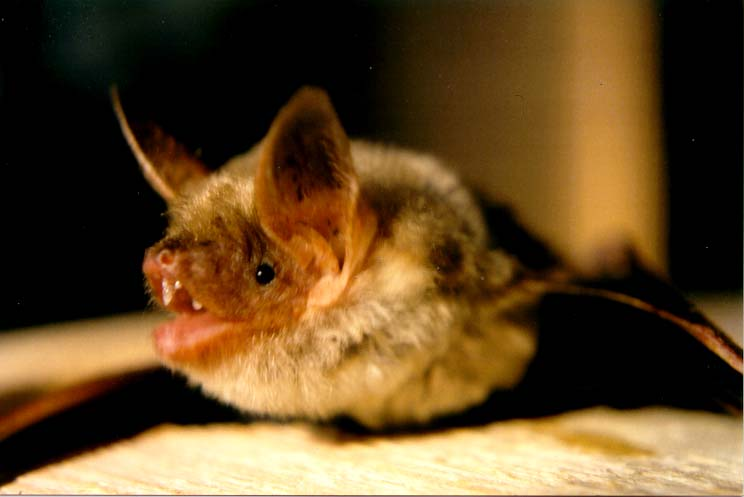
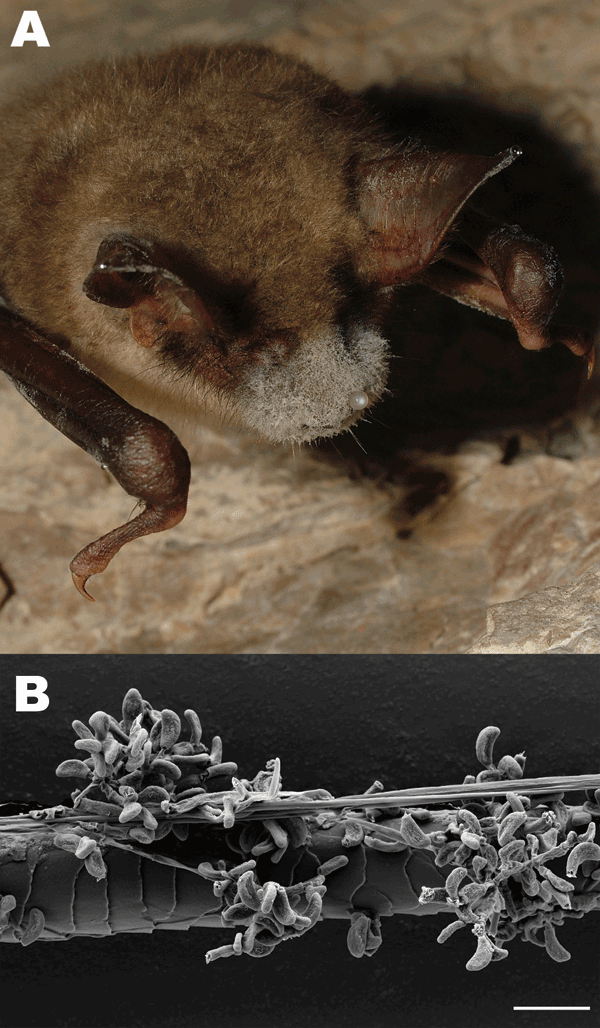
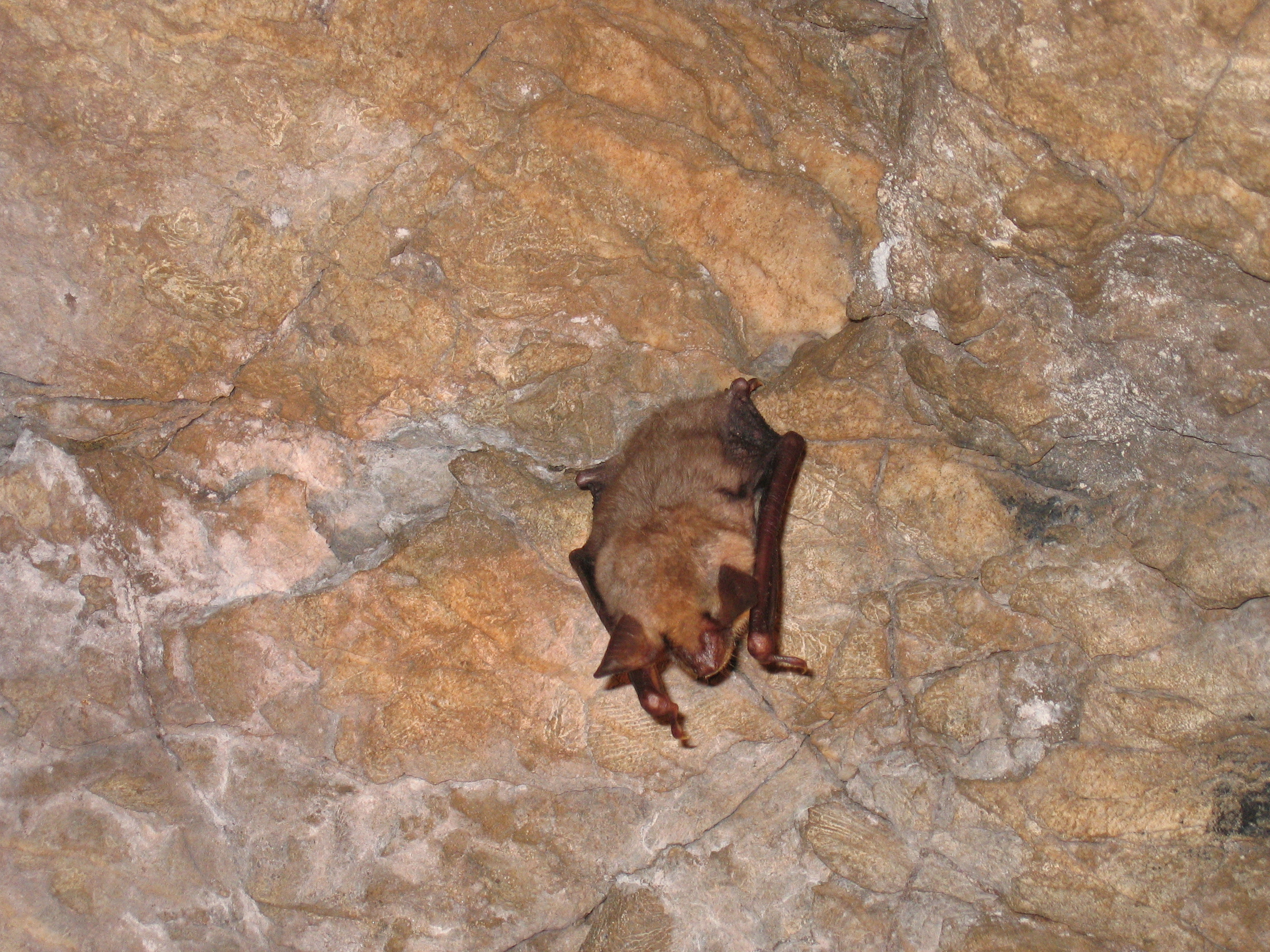
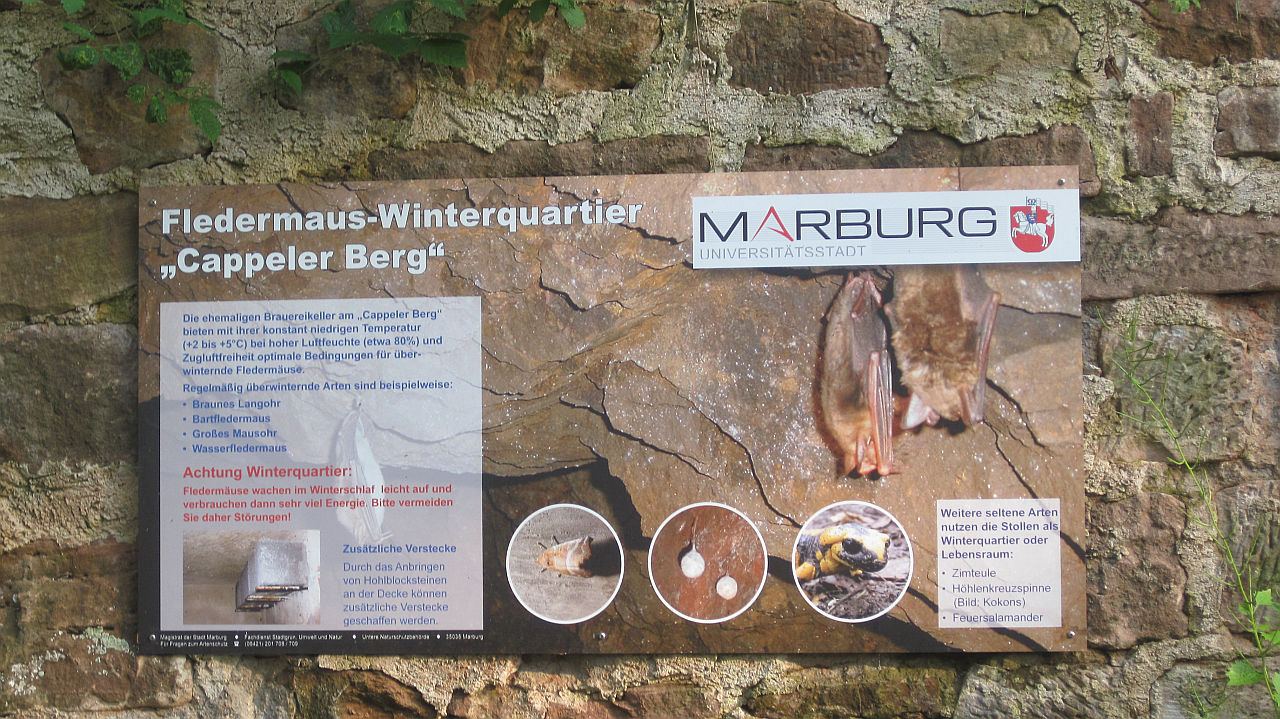